# Белоус, Аполлон Максимович
Аполлон Максимович Белоус (27 января 1929, Каменец-Подольский — 4 января 1999, Харьков) — украинский советский криобиолог. Доктор медицинских наук (1969). Профессор (1970). Член-корреспондент Национальной академии наук Украины (избран 15 января 1988 года).

## Биография

### Каменец-Подольский (1929—1949)
Аполлон Максимович Белоус родился 27 января 1929 года в Каменце-Подольском. Семья жила на Польских фольварках (улица Зиньковецкая). Отец работал бухгалтером в системе областного отдела шелководства, мать была домохозяйкой. Учился на отлично, учился играть на пианино и аккордеоне, пел в школьном хоре. Мечтал после окончания школы осваивать эстрадное искусство.
В 1939 году, когда Николаю было 10 лет, арестовали отца. Вскоре Винницкая «тройка» приговорила его к смертной казни как «врага народа»
Окончив после войны семилетку, Аполлон по настоянию матери стал учиться на медика — поступил в Каменец-Подольское медицинское училище. Здесь преподавали Клавдий Великанов, Николай Комиссаров — известные военные хирурги, которые после демобилизации остались в Каменце-Подольском (в 1950-х годах оба стали заслуженными врачами РСФСР). Их лекции, а особенно практические занятия проходили на высоком уровне, захватывали многих студентов, мечтавшие стать хирургами, в частности Аполлона Белоуса. Он учился на отлично, принимал активное участие в художественной самодеятельности.
В 1949 года 20-летний Аполлон с отличием окончил Каменец-Подольское медицинское училище. Он попал в 5 процентов отличников, которые могли поступать в медицинский институт без экзаменов.

### Киев (1949—1955)
В 1949 году Аполлон Белоус поступил в Киевский медицинский институт, где тогда работали известные ученые Левко Медведь, Иван Алексеенко, Николай Стражеско, Алексей Крымов, Александр Лурье, Михаил Спиро, Иван Ищенко, Юрий Сапожников, Яков Фрумкин.
В институте Аполлон Белоус всего интересовался хирургией, поскольку с первых курсов готовил себя именно к этой работе. Он очень серьезно изучал анатомию и топографическую хирургию, читал много научных трудов, участвовал в студенческих научных кружках. Белоус также редактировал стенную газету, рисовал.
На шестом курсе Аполлон полностью посвятил себя работе в клинике профессора Алексея Федоровского. Там он проводил операции «средней руки», причем большинство из них самостоятельно.
В 1955 году Аполлон Билоус окончил Киевский медицинский институт.

### Алчевск (1955—1956)
Окончив институт, Белоус как молодой специалист подписал контракт на работу в городе Алчевск Ворошиловградской (ныне Луганской) области, где был крупный металлургический завод, химический комбинат, шахты. Молодого хирурга направили на работу в медсанчасть треста «Алчевскстрой». Одновременно он работал хирургом городской больницы.
Учитывая высокий уровень травматизма среди работников, в 1956 году врача Белоуса отправили в Харьков на трехмесячные курсы усовершенствования квалификации в Украинском научно-исследовательском институте ортопедии и травматологии имени Михаила Ситенко (ныне Институт патологии позвоночника и суставов имени профессора Михаила Ситенко Национальной академии медицинских наук Украины).
После окончания курсов директор института Николай Новаченко предложил молодому хирургу поступать в аспирантуру. Аполлон Белоус дал согласие.

### Харьков (1957—1999)
От 1957 года под руководством заместителя директора НИИ по науке Алексея Скоблина Аполлон Белоус разрабатывает новое направление в травматологии — исследует регуляторную роль микроэлементов в процессах регенерации кости. Это было новое, почти сенсационное направление, который давал возможность раскрыть много «темных пятен» в механизме заживления переломов костей. В 1961 году Белоус Аполлон защитил кандидатскую диссертацию на эту тему.
В 1962 году молодой ученый начал работу еще в одной области травматологии — над проблемой регуляции скорости репаративной регенерации костной ткани. Белоус, в частности, исследовал роль нуклеиновых кислот и белков в этих процессах. Его консультантами были доктор биологических наук, профессор И. Тодоров и директор института Николай Новаченко. В СССР было создано научную школу исследователей, работавших над проблемами ускорения и оптимизации процессов заживления переломов и ран при помощи информационных экзогенных биополимеров. В 1969 году на эту тему 40-летний Аполлон Белоус защитил докторскую диссертацию. Она получила широкое признание научной общественности Советского Союза. В следующем году Аполлону Максимовичу присвоили звание профессора.
Работая в Харьковском научно-исследовательском институте ортопедии и травматологии, Белоус занимал следующие должности: в 1958-1960 годах — клинический ординатор, в 1960-1962 годах — научный сотрудник клиники НИИ, в 1962-1971 годах — заведующий биохимической лабораторией, одновременно в 1962-1965 годах — исполняющий обязанности ученого секретаря НИИ.
В 1971 году Аполлона Белоуса пригласили на работу в созданный в Харькове Институт проблем криобиологии и криомедицины Академии наук УССР. С 1972 года он работал в этом институте. Основал отдел криобиохимии и более 25 лет возглавлял его (с 1972 года вплоть до смерти в январе 1999 года). С 1999 года заведующим кафедрой работает Александр Петренко.
Был заместителем главного редактора журнала «Криобиология» (со времени его основания, в 1985-1990 гг.) и его преемника — журнала «Проблемы криобиологии» (в 1991-1998 годах).

## Научная деятельность
Научное исследование механизмов регенерации тканей и структурно-функциональной перестройки плазматических мембран и цитоскелета клеток вследствие действия экстремальных факторов, проблем репаративной регенерации тканей. Один из инициаторов и организаторов общей научно-технической программы по криобиологии. Вместе с коллективом создал единую молекулярно-клеточную концепцию криоповреждений.

## Основные труды
- Скоблин А. П., Белоус А. М. Микроэлементы в костной ткани. — Москва: Медицина, 1968. — 232 с.
- Пушкарь Н. С., Белоус А. М. Введение в криобиологию. — К., 1975.
- Вода и водные растворы при температурах ниже 0° С. — К., 1985 (у співавторстві).
- Криоконсервация репродуктивных клеток / А. М. Белоус, В. И. Грищенко, Ю. С. Паращук; АН УССР, Институт проблем криобиологии и криомедицины, 206,[1] с. ил. 22 см. — К. Наукова думка, 1986.
- Структурные изменения биологических мембран при охлаждении. — К., 1986.
- Криобиология. — К., 1990.

## Награды, премии
- 1979 — Почетная Грамота Президиума Верховного Срвета УССР.
- 1980 — премия имени Александра Богомольца АН УССР.
- 1990 — премия имени Александра Палладина АН УССР (вместе с Валерием Бондаренко и Александром Гулевским) за цикл работ «Исследование механизмов криоповреждений биологических мембран», посвященных выявлению и анализу молекулярных нарушений структурной организации и функции биологических мембран за воздействия на них низких температур. Исследованы также процессы, которые возникают в субклеточных структурах и искусственных мембранах под влиянием охлаждения в широком диапазоне температур, и изменения химического состава мембран при действии низких температур. Установлено, что основой этих изменений является активация мембранных фосфолипидов и индукция свободнорадикального окисления липидов [1].
- 19 декабря 1992 года — Государственная премия Украины в области науки и техники за цикл работ «Создание научных основ и методов криоконсервирования клеточных суспензий и их применение в медицине» (вместе с группой ученых, среди которых Владимир Луговой, Виктор Моисеев, Анатолий Гольцев, Алексей Воротилин, Галина Лобынцева, Георгий Когут, Семен Лаврик) [2].